# Saga de Fljótsdæla
La Saga de Fljótsdæla (o Saga de los Fliotsdalenses) es una de las sagas islandesas, secuela de la de Hrafnkell. Probablemente fue la última que se escribió, en el siglo XIV. Se cree que su autor era de la región oriental de Austurland y se considera una obra novelística con un elemento de la historicidad, escrita para el entretenimiento de sus lectores, en una narrativa islandesa muy correcta.
La historia trata sobre las vidas de los residentes de Fljótsdalur, en Islandia. Entre ellos, los hermanos Grímr y Helgi Droplaugarson que también cuentan con su propia saga, la saga Droplaugarsona. 
El final del relato se perdió, pero posiblemente hubiera sido el mismo de la saga Droplaugarsona.

## Traducciones
- The Saga of the People of Fljotsdal. Translated by John Porter. In: Viðar Hreinsson (General Editor): The complete sagas of Icelanders including 49 tales. Reykjavík: Leifur Eiríksson Publishing, 1997. Vol. IV. Pp. 379-433. ISBN 9979-9293-4-0.